# Zgrada, Tomislavov trg 13 (Samobor)
Zgrada na Tomislavovom trgu 13, građevina u mjestu i gradu Samobor, zaštićeno kulturno dobro.

## Opis
Stambeno - poslovni objekt nalazi se na Trgu kralja Tomislava 13 u središtu Samobora. To je ugrađena jednokatnica sagrađena krajem 18. stoljeća. Oko 1870. glavno pročelje prvog kata preoblikovano je u neorenesansnim oblicima, a nakon 1910. izvedena je secesijska ornamentika te nadograđeno potkrovlje. Raspored prostorija organiziran je unutar pravokutne tlocrtne osnove. U prizemlju su sačuvani barokni bačvasti svodovi sa šiljastim susvodnicama, a prostorije kata imaju drvene grednike ožbukanog podgleda. Duž začelja protežu se ostakljeni ganjčeci konzolno istaknuti iznad potoka Gradne. Jedna je od šest reprezentativnih kuća smještenih na južnoj strani Trga u čiji se ambijent skladno uklopila.

## Zaštita
Pod oznakom Z-4726 zaveden je kao nepokretno kulturno dobro - pojedinačno, pravna statusa zaštićena kulturnog dobra, klasificirano kao "profalna graditeljska baština".